# Eddy Baggio
Eddy Baggio (Caldogno, 23 d'agost de 1974) és un exfutbolista italià que jugava a la posició de davanter. Eddy va ser un rodamons en el món del futbol, va canviar d'equip en 15 ocasions en els seus 16 anys de futbolista professional. És el germà petit del també exfutbolista Roberto Baggio.

## Carrera
Va créixer com a futbolista a l'ACF Fiorentina però no va debutar a l'equip toscà, que a la temporada 1993-94 jugava a la Serie B, l'entrenador Claudio Ranieri va preferir jugadors com Batistuta, Robbiati, Banchelli, Baiano o Flanchi
El següent any va ascendir de categoria amb l'Associazione Calcio Palazzolo a la Serie C1, on marca 6 gols en 27 partits. El 1995 torna a la toscana per jugar a l'Prato, aquí no troba espai per jugar i al gener és cedit a l'Giorgine, a la Serie C2. Aquí es guanya ràpidament un lloc a l'equip titular i marca en les següents temporades 12 i 13 gols. Després de l'òptima temporada, fitxa per l'Ancona a la Serie C1, en aquest equip marca 11 gols en 32 partits.
El 1999-2000, Eddy juga a l'Ascoli Calcio on marca 22 gols en 27 partits, però l'equip no assoleix l'objectiu de l'ascens a la lliga. La seva bona temporada provoca el retorn a l'Ancona, que havia guanyat precisament a l'Ascoli a la final del playoff per l'ascens a la Serie B. En aquesta categoria marca 7 gols en 26 partits. L'any següent després de descendir novament de categoria aquesta vegada amb el Catania, un any després assoleix l'ascens amb el mateix club. Després de passar per la Salernitana, Vicenza Calcio i de nou el Catania a la Serie B. Fitxa el gener de 2005 per l'AS Spezia a la Serie C1, amb els quals marca 6 gols en 15 partits. Va començar la temporada bé amb tres gols en els primers dos partits però el canvi d'entrenador a inici d'emporada va provocar que el jugador passes a ser suplent a l'equip. Així abandona el club finalitzada la temporada i fitxa pel Pisa Calcio, una lesió i les decisions del tècnic fan que el jugador no sigui titular fins a mitja temporada. Conclou la temporada a un gran nivell marcant gols importants i portant a l'equip a la salvació en el play-out contra el Massere, marcant el gol decisiu al minut 98.
La temporada següent juga pocs partits, però realitza un grans aportacions per l'ascens a la Serie B, marcant 5 gols importants a l'inici de la temporada, tot just abans de lesionar-se al gener. Durant aquella temporada va ser escollit capità, aquest va dur una que li va regalar per l'ocasió Roberto Baggio. El 2007-08 l'entrenador Ventura no el va inscriure a la llista de jugadors i es va quedar sense fitxa de jugador fins al 24 de gener de 2008, data en què va signar pel Protogruaro a la Serie C2. Va acabar la seva carrera al Sangiovannese de la C2.
En total ha jugat 86 partits a la Serie B, marcant 18 gols.

## Internacional
El jugador va estar convocat en tres ocasions amb la selecció Italiana sub-17 i va jugar dos partits al Mundial Sub-17 de 1991.